# Мглая (река)
Мглая — река на западе Тверской области, правый приток Межи. Длина реки составляет 17,1 км.
Мглая протекает по территории Нелидовского и Жарковского районов. Несколько раз пересекает их границу, в среднем течении течёт по границе.
Мглая начинается в болотистой местности в южной части Нелидовского района. Течёт в целом в южном направлении. Ширина реки в нижнем течении до 7 метров, глубина до 0,8 метра.
Впадает в Межу в 123 километрах от её устья. Высота устья — 168 метров над уровнем моря.
Основной приток — река Поникша — правый. Поникша вытекает из северной части большого болота Пелецкий мох.